# Dünen-Sandlaufkäfer
| Bilder der Larve nach Reitter und Lampert |             |         |            |
|                                           |             |         |            |
| Kopf von unten                            | Unterkiefer |         |            |
|                                           |             |         |            |
| in der Wohnröhre                          | Aufsicht    | Antenne | Unterlippe |

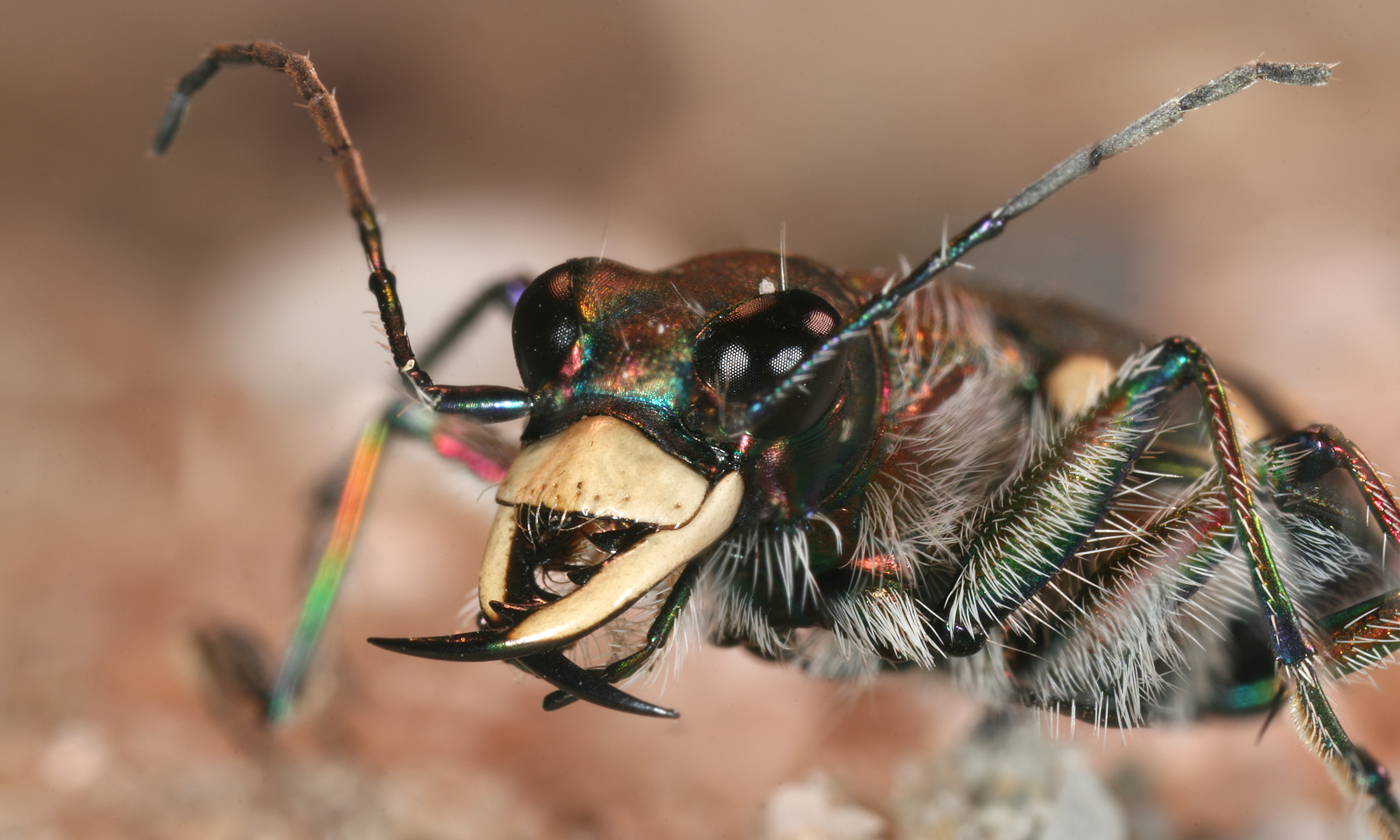
Kopf des Kupferbraunen Sandlaufkäfers

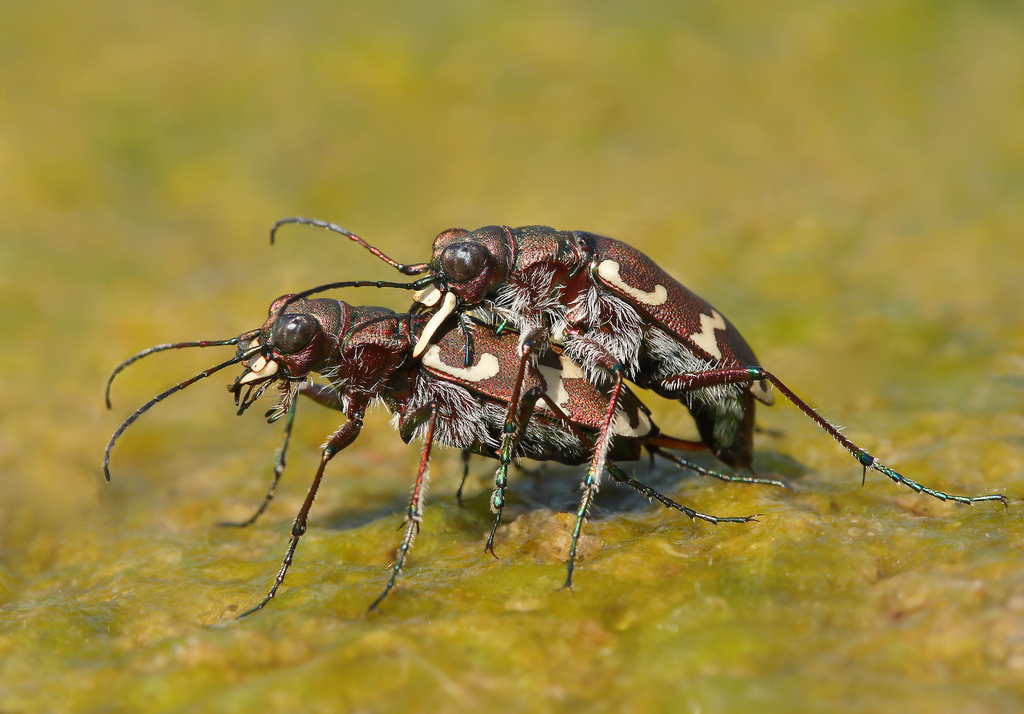
Dünen-Sandlaufkäfer bei der Paarung

Der Dünen-Sandlaufkäfer oder Kupferbraune Sandlaufkäfer (Cicindela hybrida) ist ein Laufkäfer aus der Unterfamilie der Sandlaufkäfer (Cicindelinae).

## Merkmale
Die Käfer werden 11 bis 16 Millimeter lang und haben eine relativ variable Körperfärbung. In der Regel sind sie grünlich-kupferfarben gefärbt, es gibt aber auch kupferbraune oder bläuliche Exemplare. Die Unterseite ist metallisch grün, die Oberlippe ist hell. Der Halsschild ist bei vielen Exemplaren regenbogenfarben gefärbt. Die Deckflügel tragen weiße oder gelbe Zackenbinden (Flecken). Der Basalfleck hat in etwa die Form eines C. Die Stirn (Frons) ist unbehaart, auch unterhalb der Facettenaugen befinden sich keine Borsten. Die fehlenden Haare unterscheiden die Art vom ähnlichen Berg-Sandlaufkäfer (C. sylvicola), deren Stirn behaart ist. Das erste Fühlerglied hat nur an der Spitze wenige weiße Borsten.

## Vorkommen
Die Tiere kommen in Europa bis in den Norden Finnlands, die Mitte Schwedens und den Süden Norwegens vor. Östlich erstreckt sich das Verbreitungsgebiet über Kleinasien und den Kaukasus bis nach Sibirien. Sie bewohnen Sandflächen, wie z. B. Dünen in Sandgruben, sandige, lichte Wälder, Flussufer, sandige Wiesen und Felder und Feldwege vom Flachland bis in höhere Lagen. Man findet sie von April bis Oktober.

## Lebensweise
Die Imagines und Larven ernähren sich von Insekten. Die Imagines können größere Beute (z. B. Weichkäfer) ab einer Distanz von 20 bis 30 Zentimetern, kleine Beute (z. B. Ameisen) ab ca. 10 Zentimetern mit ihren sehr guten Augen wahrnehmen. Die Larven leben in bis zu 50 Zentimeter langen Röhren, deren Eingang oft nach Süden zeigt. Die Larven bauen ihre Röhren nicht selten dicht nebeneinander.